# Ngunnawal
Ngunnawal a főváros, Canberra egyik elővárosa Gungahlin kerületben.
A legközelebbi külvárosok Ngunnawalhoz: Gungahlin, Taylor,  Amaroo, Palmerston és Moncrieff. Ngunnawal, Gungahlin kerület északnyugati részén helyezkedik el. A város mindössze 4 kilométernyire fekszik Gungahlin városközponttól és 13 kilométerre található Canberra központjától. A várost a Gungahlin Drive, a Mirrabei Drive és a Horse Park Drive határolja.
A város nevét ngunnawal törzsről kapta, akik a terület eredeti lakói voltak. Ngunnawal utcanevei a gazdag ausztrál bennszülött örökségnek állítanak emléket.
A település utcái megtekinthetők a Google Street View (Utcakép) szolgáltatással.

## Tervek
A terület fejlesztéséről szóló tervek alapján hamarosan megkezdődik az utolsó parcellák beépítése is a külvárosban. A területet a közeljövőben kiegyenesítésre kerülő Horse Park Drive útvonala határolja. A Ginninderra Creek nevű városrészben új lakások építése fog kezdődni nemsokára. A terület 44 hektáros kiterjedésű, de ebből csak mintegy 33 hektár alkalmas a területfejlesztésre.

## Földrajza
200 hektáros területével, melyből mindössze 130 hektár hasznosítható városfejlesztési céllal, Moncrieff városa arányaiban kicsinek számít, ha összevetjük a többi Gungahlin kerületen belüli külvárossal. A területet többnyire az Eucalyptus melliodora nevű eukaliptuszfaj borítja, helyenként vizenyősebb mélyedésekkel és nyílt, füves pusztákkal.

## Fontosabb helyek
A város közel fekszik a Gungahlin városközponthoz, ezért a nagyobb bevásárlási lehetőségek is közel vannak. Ettől függetlenül a városban működik egy kisebb szupermarket, valamint több kisebb üzlet, mint például pékség és fodrászat.

## Oktatás
A városban több iskola található. 
A Ngunnawal Primary School tagiskolája a Gold Creek School (Primary and High School) (általános és középiskola), valamint a Holy Spirit Primary katolikus általános iskola.

## Földrajza
A terület a Canberra-képződmény homokkősziklái felett helyezkedik el, mely képződmények a szilur földtörténeti korból származnak. A területen dácit, kvarcos andezit és egy réteg vulkáni tufa is található.

## Fordítás
Ez a szócikk részben vagy egészben  a   Ngunnawal, Australian Capital Territory című angol Wikipédia-szócikk ezen változatának fordításán alapul.  Az eredeti cikk szerkesztőit annak laptörténete sorolja fel. Ez a jelzés csupán a megfogalmazás eredetét és a szerzői jogokat jelzi, nem szolgál a cikkben szereplő információk forrásmegjelöléseként.